# Scopula flaccata
Scopula flaccata är en fjärilsart som beskrevs av Otto Staudinger 1898. Scopula flaccata ingår i släktet Scopula och familjen mätare. Inga underarter finns listade.